# Instituto de Estudios Gallegos Padre Sarmiento
Instituto de Estudios Gallegos Padre Sarmiento (IEGPS) és un centre de recerca, creat el 1943, del Consell Superior d'Investigacions Científiques (CSIC). Des de l'any 2000, és un centre de caràcter mixt, o titularitat compartida, del CSIC i de la Xunta de Galícia.

## Història
El 30 de novembre de 1943, després de la desaparició del Seminari d'Estudis Gallecs, es va acordar la creació de l'Institut d'Estudis Gallecs Pare Sarmiento, adscrit al Patronat d'Humanitats Marcelino Menéndez Pelayo del CSIC.
El IEGPS es va constituir formalment el 15 de febrer de 1944, batejat amb el nom d'un dels més eminents il·lustrats gallecs, i va passar a albergar-se en successives seus a Santiago de Compostel·la.

## Publicacions
Les seves investigacions es difonen a través de la revista Quadernos de Estudios Gallegos, de periodicitat anual -una de les revistes científiques en humanitats més antigues de Galícia-, i també per mitjà de les seves dues col·leccions de llibres: "Estudios" i "Monografías".

## Biblioteca
Disposa d'una de les biblioteques especialitzades més importants de Galícia. Els seus fons antics, molt especialment la premsa local i la bibliografia històrica espanyola, sobre tot en gallec i el portuguès, són molt significatius. També té una important secció de manuscrits, on destaquen alguns dels arxius més importants de la història contemporània a Galícia.

## Direcció
Al llarg de la seva trajectòria l'IEGPS va estar dirigit per Francisco Javier Sánchez Cantón, Xosé Fernando Filgueira Valverde i Francisco Javier Riu Barja. Des de 1994 el seu director és Eduardo Pardo de Guevara y Valdés.